# NDUFAF8
NDUFAF8 (англ. NADH:ubiquinone oxidoreductase complex assembly factor 8) – білок, який кодується однойменним геном, розташованим у людей на 17-й хромосомі. Довжина поліпептидного ланцюга білка становить 74 амінокислот, а молекулярна маса — 7 756.
| 10         |  | 20         |  | 30         |  | 40         |  | 50         |
| ---------- |  | ---------- |  | ---------- |  | ---------- |  | ---------- |
| MSANGAVWGR |  | VRSRLRAFPE |  | RLAACGAEAA |  | AYGRCVQAST |  | APGGRLSKDF |
| CAREFEALRS |  | CFAAAAKKTL |  | EGGC       |  |            |  |            |

A: Аланін

C: Цистеїн

D: Аспарагінова кислота

E: Глутамінова кислота

F: Фенілаланін

G: Гліцин

K: Лізин

L: Лейцин

M: Метіонін

N: Аспарагін

P: Пролін

Q: Глутамін

R: Аргінін

S: Серин

T: Треонін

V: Валін

W: Триптофан

Локалізований у мітохондрії.